# Hardware (Album)
Hardware ist das fünfte Studioalbum der schweizerischen Hard-Rock-Band Krokus. Es enthält die Singleauskopplungen „Rock City“, „Smelly Nelly“ und „Winning Man“.

## Hintergrund
Hardware setzt stilistisch und musikalisch dort an, wo der Vorgänger Metal Rendez-Vous aufgehört hatte. Mit demselben Line-up, wie beim Vorgänger-Album, wurde in den Roundhouse Studios in London ein schnörkelloses Hard-Rock-Album eingespielt. Mit diesem Werk festigten Krokus ihre durch den Vorgänger erarbeitete Position im Rock- und Metalzirkus. Mit den Singles „Rock City“, „Smelly Nelly“ und „Winning Man“, der in Großbritannien zusätzlich veröffentlichten Industrial Strength EP sowie den im legendären Hammersmith Odeon in London produzierten Videoclips zu „Rock City“, „She’s Got Everything“ und „Easy Rocker“ im Rücken erreichte Hardware in der Schweiz Goldstatus. Aber auch in anderen Ländern wurde das Album mit Wohlwollen aufgenommen: In Deutschland erreichte es Platz 56 der Charts, in Schweden Platz 50, in Großbritannien Platz 44 und in Österreich gar Platz 16. Neben „Rock City“ sind mit „Easy Rocker“, „Winning Man“ und „Celebration“ überdies weitere Bandklassiker vertreten, die noch heute regelmäßig im Liveset auftauchen. Doch mit Hardware bildeten sich auch die ersten Risse im Bandgefüge. Der seit längerer Zeit unter Drogenproblemen leidende und oft unzuverlässige Leadgitarrist Tommy Kiefer wurde unmittelbar nach der Veröffentlichung des Albums entlassen. Mit Mandy Meyer präsentierte die Band sogleich einen Ersatz, der sämtliche Auftritte der Hardware Tour durch Europa und Nordamerika, u. a. zusammen mit Mother’s Finest, Nazareth, Ted Nugent, Rainbow, AC/DC, Pat Travers, Blackfoot, Blue Öyster Cult, Iron Maiden und April Wine absolvierte. Allerdings sollte sich Meyer nicht lange bei Krokus halten, und so kam es noch vor den Aufnahmen zum nächsten Studioalbum One Vice at a Time zu einem weiteren Besetzungswechsel: Fernando von Arb übernahm fortan die Leadgitarre und der Schweizer Mark Kohler wurde für die Rhythmusgitarre präsentiert. Hardware ist somit das letzte Album mit dem Gründungsmitglied Tommy Kiefer an der Gitarre und die Single „Smelly Nelly“ dessen letzter Songwriter-Beitrag für Krokus. Nach Informationen von Chris von Rohr wurde das Album nicht von der ganzen Band produziert, wie es auf den verschiedenen Tonträgern zu lesen ist, sondern nur von Fernando von Arb und ihm selbst. Im Gegensatz zur Mehrheit der veröffentlichten Versionen von Hardware weist eine spezielle US-amerikanische Variante der LP eine signifikant andere Titelliste auf. Im Mai 2014 wurde Hardware durch das Label Rock Candy wiederveröffentlicht.

## Titelliste

### Alle CD- und MC-Versionen sowie die meisten Versionen der LP
1. Celebration (3:24) (Fernando von Arb/Chris von Rohr)
2. Easy Rocker (5:27) (von Arb/von Rohr)
3. Smelly Nelly (3:38) (Tommy Kiefer/von Arb/von Rohr)
4. Mr. 69 (3:01) (von Arb/von Rohr)
5. She’s Got Everything (3:57) (von Arb/von Rohr)
6. Burning Bones (3:34) (von Arb/von Rohr/Marc Storace)
7. Rock City (4:43) (von Arb/von Rohr)
8. Winning Man (5:33) (von Arb/von Rohr)
9. Mad Racket (4:00) (von Arb/von Rohr)

### Spezielle US-amerikanische Version der LP
1. Burning Bones (3:34) (von Arb/von Rohr/Storace)
2. She’s Got Everything (3:57) (von Arb/von Rohr)
3. Winning Man (5:33) (von Arb/von Rohr)
4. Smelly Nelly (3:38) (Kiefer/von Arb/von Rohr)
5. Easy Rocker (5:27) (von Arb/von Rohr)
6. Mr. 69 (3:01) (von Arb/von Rohr)
7. Rock City (4:43) (von Arb/von Rohr)
8. Mad Racket (4:00) (von Arb/von Rohr)
9. Celebration (3:24) (von Arb/von Rohr)

### Wissenswertes
- „Winning Man“ erschien in einer neu eingespielten Version auch auf dem Album Heart Attack von 1988.
- „Easy Rocker“ und „Celebration“ wurden in dem ebenfalls 1981 erschienenen Film Mad Foxes – Feuer auf Räder  verwendet.[9]
- „Mr. 69“ ist auf der speziellen US-amerikanischen LP als Mr. Sixty-Nine abgedruckt.[7]
- Ein bis heute unveröffentlichter Song namens „Love Me Like an Alligator“ wurde während der Produktion von Hardware aufgenommen, allerdings nicht für das Album verwendet.[10]

## Besetzung
Gesang: Marc Storace
Leadgitarre: Tommy Kiefer
Rhythmusgitarre: Fernando von Arb
Bass, Percussion: Chris von Rohr
Schlagzeug: Freddy Steady